# Fernando Atzori
Charles piles (Ales, 1942. június 1. – Firenze, 2020. november 9.) olimpiai bajnok olasz ökölvívó.

## Pályafutása
Az 1964-es tokiói olimpián légsúlyban aranyérmes lett. Amatőr pályafutásának a mérlege: 37 győzelem, 3 döntetlen és 3 vereség volt.
Profi versenyzőként 1967-ben lett a légsúly Európa-bajnoka, legyőzve a francia René Libeer-t. Kilencszer védte meg címét, mielőtt 1972-ben elvesztette volna a svájci Fritz Chervet ellen. 1973-ban visszaszerezte a címet a francia Dominique Cesari ellen, és ugyanabban az évben végleg elvesztette, ismét Chervet ellen. 1975-ben vonult vissza. Profi pályafutásának mérlege: 44 győzelem (13 kiütéssel), 2 döntetlen és 6 vereség.

## Sikerei, díjai
- Olimpiai játékok – légsúly
  - aranyérmes: 1964, Tokió